# Estadio Corona
Az Estadio Corona egy labdarúgó-stadion volt a mexikói Torreónban. 1970-ben épült, de 2009-ben lebontották. Fennállása során három csapat otthona is volt: a CF Torreóné, a CF Lagunáé, később pedig a Santos Lagunáé.

## Története
A stadion 1970-re épült fel, eredetileg Estadio Moctezuma néven. A nyitómérkőzést ez év július 2-án rendezték: ennek alkalmával a vendég Chivas 1–3-ra legyőzte a hazai CF Torreónt. A stadion történetének első gólját a Guadalajrában játszó Pedro Herrada szerezte.
Egészen 1974-es megszűnéséig a Torreóné volt a stadion, majd 1976 és 1978 között a CF Laguna használta. Amikor 1983-ban megjelent a város legújabb klubja, a Santos Laguna, az épület az ő kezelésükbe került. A Santos összesen 5 bajnoki döntőt játszott itt, melyek közül hármat meg is nyert.
Később a Santosnak új, nagyobb stadion épült, az Estadio TSM Corona, így a régit lebontották. A búcsúmérkőzésre 2009. november 1-én került sor, ezúttal a fővárosi Pumas vendégszereplésével: a végeredmény 1–1 lett, az utolsó gólt a hazaiak játékosa, Matías Vuoso lőtte.
Másnap, 13 órával a búcsúmérkőzés lefújása után megkezdődött a bontás. Voltak szurkolók, akik kiabálva tiltakoztak ellene, mások sírtak, de voltak olyanok is, akik emlékül bontott építőanyagot vittek haza. A közelben köröző és dudáló autók miatt még közlekedési rendőröket is a helyszínre kellett hívni.